# Александровская волость (Александрийский уезд)
Александровская волость — административно-территориальная единица Александрийского уезда Херсонской губернии.
По состоянию на 1886 год состояла из 15 поселений, 15 сельских общин. Население 3600 человек (2419 мужского пола и 2181 женского), 789 дворовых хозяйств.
|                        | Площадь (в т.ч. пахотной) |
| ---------------------- | ------------------------- |
| Сельских общин         | 4551 (4200)               |
| Частной собственности  | 15 221 (5171)             |
| Казённой собственности | —                         |
| Другой собственности   | 153 (145)                 |
| Всего                  | 19 925 (9526)             |

Самые большие поселения:
- Александровка (Куракина, Текелена) — местечко при прудах в 12½ верстах от уездного города, 530 человек, 94 двора, православная церковь, винокуренный завод, винный склад, 2 лавки. За 12 вёрст — железнодорожная станция.
- Березовка (Бжецкое) — местечко при прудах, 547 человек, 92 двора, православная церковь, винокуренный завод, винный склад.
- Войновка (Каневальская) — село при реке Ингулец, 586 человек, 96 дворов, православная церковь.
- Мало-Березовка (Лекарева) — деревня при реке Берёзовка, 293 человека, 45 дворов, винокуренный завод, винный склад.